# Oberrengersweiler
Oberrengersweiler (mundartlich: Rengərschwilər) ist ein Gemeindeteil der bayerisch-schwäbischen Großen Kreisstadt Lindau (Bodensee).

## Geografie
Das Dorf liegt circa vier Kilometer nördlich der Lindauer Insel. Südlich der Ortschaft verläuft die Bundesstraße 31. Westlich liegt das Naturschutzgebiet Spatzenwinkel.

## Ortsname
Der Ortsname stammt vom mittelhochdeutschen Personennamen Renger und bedeutet Weiler des Renger.

## Geschichte
Oberrengersweiler wurde erstmals urkundlich Ende des 15. Jahrhunderts mit dem hoff zů Rengerschwiler erwähnt. Der Ort gehörte einst zum äußeren Gericht der Reichsstadt Lindau und später zur Gemeinde Oberreitnau, die 1976 nach Lindau eingemeindet wurde. Im Jahr 1877 wurde die Kapelle Unserer Lieben Frau vom Heiligsten Herzen erbaut.

## Baudenkmäler
Siehe: Liste der Baudenkmäler in Oberrengersweiler